# Spartan League
La Spartan League è stata una lega calcistica dilettantistica inglese disputata dalle squadre di Londra e delle contee adiacenti.

## Storia
La lega fu creata nel 1907 insieme alla Isthmian League a cui parteciparono inizialmente sei club: Bromley, Dulwich Hamlet, Leytonstone, Nunhead, Shepherd's Bush e West Norwood. La seconda stagione vide l'approdo di altre cinque società e in quella successiva la lega fu scissa in due Divisioni: Eastern e Western. Per la stagione 1909-1910, le due Divisioni cambiarono denominazione in A e B, prima del ritorno alla singola Divisione a partire dalla stagione 1910-1911.
Nel 1920 la lega, che ormai contava 20 club iscritti, istituì nuovamente una seconda Divisione, mentre nel 1925, quando i club partecipanti raggiunsero le 41 unità, la lega si presentava scissa in Division One e Division Two, quest'ultima a sua volta divisa in Division 2A e Division 2B, per un totale di tre Divisioni.
Questa struttura durò fino al 1928, quando l'aggiunta di un'ulteriore classe portò la lega a presentarsi con la Division One e la Division Two entrambe divise in East e Western. Nella stagione successiva la struttura fu nuovamente modificata: venne creata la Premier Division, ovvero una sezione superiore alla Division One, la quale ritornò ad essere singola, mentre la Division Two non subì variazioni. Questa struttura rimase in vigore fino alla seconda guerra mondiale.
Tre squadre di questa lega raggiunsero le semifinali di FA Amateur Cup, nonostante nessuna di queste sia riuscita a vincere la coppa: il Metropolitan Police nella stagione 1933-1934, il Maidenhead United nella stagione 1935-1936 e il Briggs Sport nella stagione 1953-1954.
La lega ripartì nel 1945 e fu divisa in tre Divisioni: Eastern, Central e Western. La stagione successiva, tuttavia, fu deciso di tornare nuovamente alla Divisione unica.
Nel 1975 la lega si fuse con la Metropolitan-London League, cambiò nome in London Spartan League e venne strutturata in due Divisioni: Division One e Division Two. Nel 1977 le due Divisioni cambiarono nome in Premier Division e Senior Division. Nel 1987 la denominazione della lega tornò quella originale. Dalla stagione 1987-1988 venne introdotta una Divisione intermedia, la Intermediate Division, che dal 1992 fu rinominata Division Two.
Nel 1997 prese vita la Spartan South Midlands Football League, nata dalla fusione fra la lega e la South Midlands League. La nuova lega inizialmente fu strutturata in questo modo: due Premier Division (North e South), una Senior Division e due Division One (North e South). Nel 1998 vennero abolite le sezioni geografiche e nel 2001 la Senior Division e la Division One furono rinominate rispettivamente Division One e Division Two.

## Albo d'oro
- A destra del vincitore della divisione vi è il numero di partecipanti.